# ガイウス・フリウス・パキルス (紀元前251年の執政官)
ガイウス・フリウス・パキルス（ラテン語:  Gaius Furius Pacilus、生没年不詳）は紀元前3世紀中期の共和政ローマの政治家・軍人。紀元前251年に執政官（コンスル）を務めた。

## 出自
パトリキであるフリウス氏族の出身。父も祖父もプラエノーメン（第一名、個人名）はガイウスである。パキルスのコグノーメン（第三名、家族名）を持つ執政官は、他に紀元前441年のガイウス・フリウス・パキルス・フスス、紀元前412年のガイウス・フリウス・パキルスがいるが、紀元前251年の執政官との関係は不明である。

## 経歴
パキルスは紀元前251年に執政官に就任。同僚執政官はルキウス・カエキリウス・メテッルスであった。パキルスに関する記録は、この紀元前251年に関するのみである。当時は第一次ポエニ戦争の最中であったが、前年にローマ艦隊は暴風に遭遇して大損害を蒙っていた。このため海上作戦は回避され、両執政官はシケリアでの陸戦を担当した。
パキルスとメテッルスは、軍を率いてシケリアに渡った。しかしパキルスは途中で軍の半数と共にイタリアに戻っている。彼のそれまでの行動は不明である。シケリアに残った同僚執政官のメテッルスはパノルムスの戦いでカルタゴに勝利した。

## 参考資料
- エウトロピウス『首都創建以来の略史』
- ポリュビオス『歴史』
- カピトリヌスのファスティ